# Courant (mathématiques)
En mathématiques, et plus précisément en analyse fonctionnelle, topologie différentielle et théorie géométrique de la mesure, un courant au sens de Georges de Rham est une forme linéaire sur l'espace des formes différentielles à support compact sur une variété lisse. Formellement, les courants ressemblent aux distributions, mais sur un espace de formes différentielles. Dans un cadre géométrique, ils peuvent représenter l'intégration sur des sous-variétés pouvant présenter des singularités. Le théorème de Stokes se généralise aux courants.

## Définitions
Soit M une variété lisse. Un courant de dimension m sur M (et de degré dim(M) – m) est une forme linéaire, sur l'espace Ωm
c(M) des m-formes différentielles sur M à support compact, qui est continue au sens des distributions.
Soit {\displaystyle {\mathcal {D}}_{m}(M)} l'espace vectoriel réel des m-courants sur M. On définit un opérateur de bord
{\displaystyle \partial \colon {\mathcal {D}}_{m+1}(M)\to {\mathcal {D}}_{m}(M)}
par
{\displaystyle \partial T(\omega ):=T({\rm {d}}\omega ).}
On peut voir alors que les courants représentent une généralisation des sous-variétés. En effet, si N est une sous-variété compacte orientée de dimension m de M, on peut lui associer le courant [N] défini par
{\displaystyle [N](\omega )=\int _{N}\omega .}
Le courant –[N] correspond à la variété –N (c'est-à-dire N munie de l'orientation opposée).
Alors, la définition du bord {\displaystyle \partial T} d'un courant est justifiée par le théorème de Stokes :
{\displaystyle \int _{\partial N}\omega =\int _{N}d\omega .}
On définit le support du courant T, noté
{\displaystyle \mathrm {spt} (T),}
comme étant le plus petit fermé C tel que
{\displaystyle T(\omega )=0}
si le support de ω est disjoint de C.
On note {\displaystyle {\mathcal {E}}_{m}} le sous-espace vectoriel de {\displaystyle {\mathcal {D}}_{m}} des courants à supports compacts.

## Exemples
Puisque
{\displaystyle \Omega _{c}^{0}(M)=C_{c}^{\infty }(M),}
un exemple de 0-courant est donné par la fonction δ de Dirac :
{\displaystyle T(f)=f(0).}
Plus généralement, toute mesure signée régulière {\displaystyle \mu } est un 0-courant :
{\displaystyle T(f)=\int f(x)\,d\mu (x).}
Soit (x, y, z) les coordonnées dans R3. Alors, un exemple de 2-courant à support compact est :
{\displaystyle T(a\,dx\wedge dy+b\,dy\wedge dz+c\,dx\wedge dz)=\int _{0}^{1}\int _{0}^{1}b(x,y,0)\,dx\,dy.}

## Topologie
L'espace des m-courants possède naturellement une topologie faible-*, comme dual topologique des m-formes différentielles à support compact. Cela permet alors de définir la notion de convergence faible. On dit qu'une suite Tk converge faiblement vers T si
{\displaystyle T_{k}(\omega )\to T(\omega ),\qquad \forall \omega .\,}
Il existe une norme plus forte sur l'espace des courants qui est la norme de masse.
Une norme intermédiaire existe aussi, la norme bémol.
À noter que deux courants sont proches :
- en norme de masse s'ils diffèrent d'une petite partie ;
- en norme bémol s'ils sont égaux à une petite déformation près.

## Cas particuliers
[incompréhensible]
- {\displaystyle R_{m}} désigne les courants rectifiables[3]
- {\displaystyle I_{m}} désigne les courants intégraux :

{\displaystyle I_{m}=\{T\in R_{m}\mid \partial T\in R_{m-1}\}}
- {\displaystyle F_{m}} désigne les integral flat chains (ou chaînes intégrales plates) :

{\displaystyle F_{m}=\{T+\partial S\mid T\in R_{m},S\in R_{m+1}\}}
- {\displaystyle P_{m}} désigne les chaînes polyédriques intégrales : c'est le sous-groupe additif de {\displaystyle {\mathcal {E}}_{m}} engendré par les simplexes orientés.

{\displaystyle \left.{\begin{array}{ccccccc}P_{m}&\quad \subset \quad &I_{m}&\quad \subset \quad &R_{m}&\quad \subset \quad &F_{m}\\\mathrm {chaines~poly{\acute {e}}driques~int{\acute {e}}grales} &&\mathrm {courants~int{\acute {e}}graux} &&{\text{courants rectifiables}}&&{\text{integral flat chains}}\\\cap &&\cap &&\cap &&\cap \\\mathbf {P} _{m}&\quad \subset \quad &N_{m}&\quad \subset \quad &\mathbf {R} _{m}&\quad \subset \quad &\mathbf {F} _{m}\\\mathrm {chaines~poly{\acute {e}}driques~r{\acute {e}}elles} &&{\text{courants normaux}}&&{\text{courants rectifiables}}&&{\text{real flat chains}}\\&&&&&&\cap \\&&&&&&{\mathcal {E}}_{m}\subset {\mathcal {D}}_{m}\end{array}}\right.}